# Буслов, Фёдор Васильевич
Фёдор Васильевич Буслов (1921—1990) — советский лётчик штурмовой авиации в годы Великой Отечественной войны, Герой Советского Союза (29 июня 1945). Гвардии старший лейтенант (28 октября 1944).

## Биография
Фёдор Буслов родился 23 февраля 1921 года в селе Донская Негачевка (она же Дон-Негачевка, ныне — Хлевенский район Липецкой области) в крестьянской семье. Его отец впоследствии погиб на фронте во время Великой Отечественной войны. В 1925 году вместе с семьёй переехал на Кузбасс в Прокопьевск. Затем семья 4 года жила в Средней Азии, откуда вернулись на Кузбасс и поселились в Киселёвске. В 1938 году окончил семь классов школы № 3 в Киселёвске. В 1938—1939 годах Буслов учился в Прокопьевском аэроклубе, а после его окончания остался там лётчиком-инструктором. С марта 1939 года он был инструктором физической культуры на шахте № 5 города Киселёвск Новосибирской (ныне — Кемеровской) области, с октября того же года — инструктором физической культуры на комбинате «Красный Кузбасс».
В апреле 1940 года был призван на службу в Рабоче-крестьянскую Красную Армию Киселёвским районным военным комиссариатом. В 1942 году он окончил Омскую военную авиационную школу лётчиков, после чего дополнительно обучался полётам на штурмовике «Ил-2» в 34-м запасном авиаполку ВВС Московского военного округа, эвакуированного в город Ижевск Удмуртской АССР. С января 1943 года Буслов был пилотом 10-го учебного тренировочного авиаполка. 
С августа того же года — на фронтах Великой Отечественной войны. Был назначен лётчиком в 665-й штурмовой авиационный полк, которому вскоре, в октябре 1943 года, получил гвардейское звание и был переименован в 136-й гвардейский штурмовой авиационный полк. В его рядах воевал до Победы. Принимал участие в боях на Южном, с октября 1943 на 4-м Украинском и с июня 1944 на 3-м Белорусском фронтах, в том числе в Миусской, Донбасской, Мелитопольской операциях, боях под Керчью, Никопольско-Криворожской, Крымской, Белорусской, Гумбиннен-Гольдапской, Восточно-Прусской операциях, взятии Кёнигсберга. 
Был в полку лётчиком, старшим лётчиком, командиром звена, а в начале апреля 1945 года гвардии старший лейтенант Фёдор Буслов был назначен заместителем командира эскадрильи 136-го гвардейского штурмового авиаполка 1-й гвардейской штурмовой авиационной дивизии 1-й воздушной армии 3-го Белорусского фронта. В 1944 году вступил в ВКП(б).
К апрелю 1945 года Ф. В. Буслов совершил 183 боевых вылета, в ходе которых уничтожил 7 самолётов на земле, более 20 танков и штурмовых орудий, 1 паровоз, 20 вагонов, 120 автомашин, 80 повозок, 16 батарей полевой артиллерии и 23 — зенитной, вызвал 4 крупных взрыва, уничтожил более 500 вражеских солдат и офицеров. Также принял участие в 35 воздушных боях, в ходе которых сбил 5 вражеских самолётов.
Указом Президиума Верховного Совета СССР от 29 июня 1945 года за «образцовое выполнение боевых заданий командования на фронте борьбы с немецкими захватчиками и проявленные при этом отвагу и геройство» гвардии старшему лейтенанту Фёдору Васильевичу Буслову присвоено звание Героя Советского Союза с вручением ордена Ленина и медали «Золотая Звезда» за номером 6351.
После окончания войны Буслов продолжал службу в Советской Армии. В апреле 1947 года он был уволен в запас по состоянию здоровья (травмировался при учебном парашютном прыжке). С 1948 года проживал в Новосибирске, затем уезжал в Семипалатинск, через три года вернулся в Новосибирск. Работал в Гражданском воздушном флоте СССР, летал на самолетах «Як-12». В 1961—1963 годах он работал учебным мастером Новосибирского электротехнического института, 1963—1975 годах — заместителем начальника Новосибирского авиационного предприятия, в 1975—1988 годах — директором Музея боевой и трудовой славы Новосибирского электротехнического института.
В 1988 году вышел на пенсию. Умер 8 октября 1990 года, похоронен на новосибирском Заельцовском кладбище.
В родном селе Донская Негачевка установлен памятный знак. Имя Героя увековечено на Аллее Героев у Монумента Славы в Новосибирске, на Мемориале героям штурма Кёнигсберга в Калининграде, на мемориальных плитах у обелиска Славы на Ансамбле мемориального комплекса «Сапун-гора» в Севастополе, на памятных стелах в Прокопьевске и Киселёвске. Именем Ф. В. Буслова назван школьный музей Боевой славы средней школы № 15 в Киселёвске.

## Награды
- Герой Советского Союза (29.06.1945)
- Орден Ленина (29.06.1945)
- Три ордена Красного Знамени (2.02.1944, 19.05.1944, 24.10.1944)
- Орден Александра Невского (19.07.1944)
- Два ордена Отечественной войны 1-й степени (2.04.1945, 11.03.1985)
- Орден Красной Звезды (21.08.1943)
- Медали[2].